# Фалети-Гвелпа (Бјела)
Фалети-Гвелпа је насеље у Италији у округу Бијела, региону Пијемонт.
Према процени из 2011. у насељу је живело 71 становника. Насеље се налази на надморској висини од 837 м.